# سرولوژه
سرولوژه (به لاتین: Cerovlje) یک منطقهٔ مسکونی در کرواسی است که در شهرستان ایستریا واقع شده‌است. سرولوژه ۱۰۵ کیلومتر مربع مساحت و ۱٬۶۷۷ نفر جمعیت دارد.